# Inzing
Inzing je obec v Rakousku ve spolkové zemi Tyrolsko v okrese Innsbruck-venkov. V obci žije přibližně 4 000 obyvatel.

## Poloha
Inzing leží v údolí řeky Inn (Inntal) mezi Innsbruckem neboli Zirlem na východě a Telfsem neboli Hattingem na západě. Jižně od obce se zvedá vrchol Rangger Köpfl (1938 m n. m.) a severně od něj Zirler Berg. Nejvyšší bod obce se nachází na vrcholu Peiderspitze (2808 m n. m.) v severní části pohoří Sellrain (Stubaiské Alpy).
Inzing leží na jižním břehu řeky Inn, nejnižší bod obce se nachází na břehu řeky Inn ve výšce 598 m n. m. Jižně v horách leží jezero Hundstalsee ve výšce 2289 m n. m., ze  kterého vytéká potok Seebach a po soutoku s potokem Almbach se do řeky Inn vlévá jako Enterbach. 
Obec má rozlohu 19,4 km². Z toho 41,4 % tvoří lesy, 14,6 %orná půda,16 % alpské louky a tři procenta zahrady.

### Složení obce
Kromě obce na náplavovém kuželu Enterbachu tvoří obec také různé horské vesnice a rotte na Inzingerbergu, úpatí nízké horské terasy na západě.
Území obce zahrnuje následujících šest obcí (v závorce je uveden počet obyvatel k 1. lednu 2022):
- Eben (75)
- Hof (37)
- Inzing (3723)
- Moos (0)
- Schindeltal (54)
- Toblaten (105)

Obec se skládá z jediné katastrální obce Inzing. 

### Sousední obce
Obec sousedí:
- Flaurling,
- Gries im Sellrain,
- Hatting,
- Oberperfuss,
- Pettnau,
- Ranggen,
- Sankt Sigmund im Sellrain,
- Sellrain,
- Zirl

## Historie
První písemná zmínka o obci je v listině z roku 1034 v donací vrchní freisingské kapituly: quicquid proprietatis ... in loco Inigozingo curtifera III. Není však jisté, zda se jedná skutečně o Inzing a nikoliv spíše o stejnojmenné lokality v Horním Rakousku (GB Peuerbach a GB Perg) nebo Bavorsku (Lkr. Passau)[3]. z hlediska zvukové historie by byl vývoj od Inigozingu k Inzingu spíše nepravděpodobný. První skutečně věrohodná zmínka se nachází v listině opatství sv. Jiří s Incingenem z roku 1283.
Barokní farní kostel svatého Petra má pozdně barokní fresky.
Rytíř z Ebenu (část obce) – přesné datum není známo – postavil v obci nad kostelem obytnou věž, kterou dnes obyvatelé Inzingu obecně nazývají Schlößl. Tento pozdně gotický Schlößl byl kolem roku 1920 přestavěn ve stylu historismu. Erbovní motivy rytířů Ebenů se dodnes nacházejí ve znaku obce Inzing.
O Inzingu se zmiňuje také Johann Wolfgang von Goethe ve své knize Italská cesta (1786).
V roce 1974 byla obec Hatting připojena k Inzingu a v roce 1993 se opět oddělila jako samostatná obec.
Inzing byl v minulosti zasažen několika velkými sesuvy půdy. Při posledním z nich v roce 1969 zahynuli tři lidé.

## Znak
Blason: V černém štítě vpravo čtyři střídavě červené a bílé hroty, vlevo nahoře zlatý železný trojzubec.
Městský znak byl obci udělen v roce 1966. Trojzubec pochází z erbu pánů z Ebenu, kteří vymřeli v roce 1451 a jejichž rodový hrad stál na Inzingerbergu. Body v tyrolských národních barvách připomínají, že se inzingerští střelci v roce 1809 vyznamenali v boji za svobodu a ukořistili francouzskou standartu.